# Representation of the People (Equal Franchise) Act 1928
Das Wahlgesetz von 1928 (Representation of the People (Equal Franchise) Act 1928) war ein Gesetz des britischen Parlaments. Dieses Gesetz erweiterte das Wahlgesetz von 1918 (Representation of the People Act 1918), das zum ersten Mal nach dem Ersten Weltkrieg einem Teil der Frauen das Wahlrecht für Parlamentswahlen gegeben hatte. Das 1928er Gesetz vergrößerte die Wählerschaft, indem es allen Frauen das gleiche Wahlrecht wie den Männern gab. Es bekamen alle Frauen über 21 Jahren das Stimmrecht, ungeachtet ihres Eigentums. Vorher hatten nur Frauen über 30 Jahren das Stimmrecht, die Mindestanforderungen an Besitz erfüllten. Ähnliche Maßnahmen wurden für das Parlament von Nordirland getroffen durch das „Representation of the People Act (Northern Ireland) 1928 (18 & 19 Geo V, Ch 24 (NI))“.
Dieses Gesetz wird informell auch als das fünfte Wahlreformgesetz (Fifth Reform Act) bezeichnet oder als Equal Suffrage Act (Gesetz der Wahlgleichheit).

## Verabschiedung des Gesetzes
Das Gesetz wurde von der Konservativen Partei eingebracht und ohne große Opposition durch die anderen Parteien verabschiedet.
Das Gesetz trat am 2. Juli 1928 in Kraft, nachdem es im März vorgestellt worden war. Die Führerin der
National Union of Women’s Suffrage Societies, die für dieses Stimmrecht gekämpft hatte, Millicent Fawcett,  war noch am Leben und besuchte die Parlamentssitzung, um die Abstimmung darüber mitzuerleben. Sie schrieb am gleichen Abend in ihr Tagebuch:

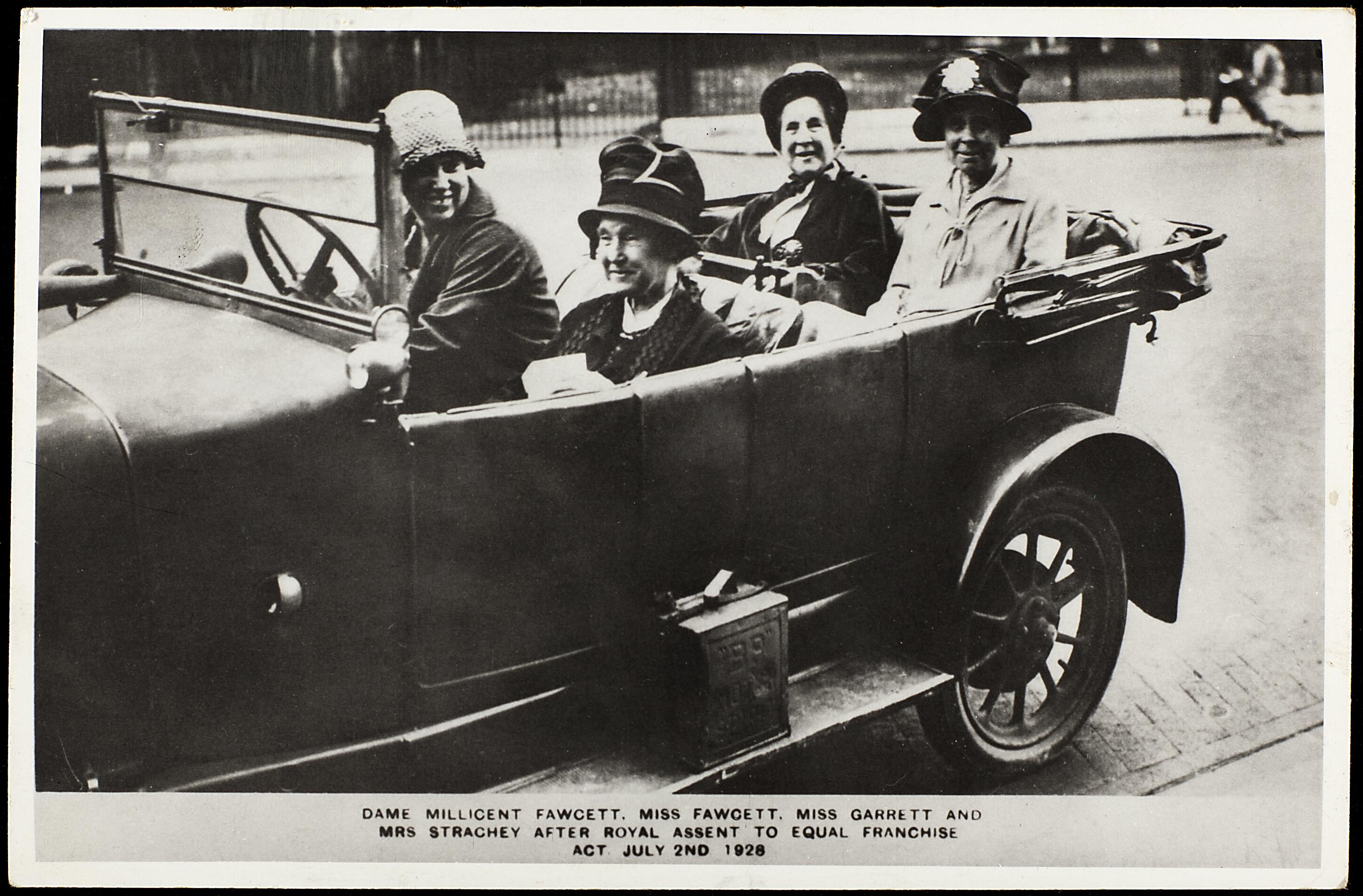
Millicent Fawcett nach der Zustimmung des Königs zum „Equal Suffrage Act“ (2. Juli 1928)

"It is almost exactly 61 years ago since I heard John Stuart Mill introduce his suffrage amendment to the Reform Bill on 20 May 1867. So I have had extraordinary good luck in having seen the struggle from the beginning."
(deutsch: Es ist fast genau 61 Jahre her, seit ich John Stuart Mill gehört habe, wie er am 28. Mai 1867 seinen Wahlrechts-Zusatzartikel für das Reformgesetz (Reform Bill) einbrachte. So habe ich das außergewöhnlich große Glück, dass ich den Kampf von Beginn an gesehen habe.)
Am 5. August 1928 erhielt Millicent Fawcett einen Brief vom Premierminister Stanley Baldwin. Er drückte aus, es habe zwar Hindernisse bei der Lesung des Gesetzes gegeben, aber er habe immer geglaubt, dass es in der einfachen und vollständigen Form, wie es am Ende aussah ("in the simple and complete form it ultimately assumed"), verabschiedet werden würde. Er schloss den Brief mit dem Ausdruck der Hoffnung, dass die Wahlgleichheit für das Land vorteilhaft sein und sie dem Wohl des Landes England dienen werde.

## Ergebnis
Das Gesetz fügte fünf zusätzliche Millionen an Frauen dem Wählerverzeichnis hinzu und hatte den Effekt, dass die Frauen nun in der Majorität waren, sie hatten 52,7 % Anteil an der Wählerschaft bei der Allgemeinen Wahl von 1929, die als „Flapper Election“ bezeichnet wurde.